# Stadio Alberto Pinto
Lo stadio Alberto Pinto è un impianto sportivo di Caserta ed è situato nella zona orientale della città.
Di proprietà del Comune di Caserta, viene essenzialmente utilizzato per le partite di calcio casalinghe della Casertana, per l'atletica leggera e per concerti di musica leggera.
Ha una capienza di spettatori di 12.000 posti a sedere, tuttavia attualmente lo stadio è omologato per una capienza di 6.817 posti, disposti su 4 settori: tribuna centrale coperta e laterale scoperta, distinti frontali scoperti, curva nord. La curva sud è stata abbattuta nel corso dei lavori di ristrutturazione per le Universiadi del 2019. Nell'autunno del 2020 viene realizzato il nuovo prato in erba sintetica.

## Storia
Nel 1908 a Caserta venne costruito il primo stadio che all'inizio si presentò in maniera particolare, poiché gli incontri di calcio venivano disputati sul verde prato della reggia vanvitelliana.
La prima gara vide impegnata la Robur Casertana contro una formazione napoletana, su un campo di gioco insufficiente ad accogliere i sempre più numerosi tifosi rossoblù.
Si decise così di trasferire il campo in piazza d'Armi, l'attuale area ex Macrico alle spalle del monumento ai caduti.
Nel 1936 venne inaugurato l'attuale stadio di calcio alla presenza delle massime autorità.
Originariamente era un impianto ultramoderno dotato di una tribuna coperta in cemento armato capace di contenere circa 1500 spettatori, sprovvisto però, rispetto ad oggi, della pista d'atletica, delle curve e del settore dei Distinti. Al loro posto vi erano i settori "prato" frequentati per lo più da giovani.
All'inizio degli anni cinquanta lo stadio fu completato con la realizzazione delle curve, e del settore Distinti, unitamente alla pista d'atletica.
Lo stadio venne intitolato alla memoria del capitano di finanza Alberto Pinto, anche ex calciatore della Casertana.

La vecchia tribuna

Un'altra sostanziale modifica arrivò alla fine degli anni ottanta, con l'eliminazione delle vecchie reti ferrate che delimitavano gli spalti. Al loro posto furono montate eleganti e spesse vetrate, per consentire una piena visione del terreno di gioco anche agli spettatori che occupavano gli ultimi gradini dell'impianto casertano.
Con la promozione in Serie B della Casertana nell'anno 1990/91, lo stadio assunse un nuovo aspetto con la demolizione della storica tribuna. Al suo posto una nuova struttura provvista di oltre 4.000 poltroncine e numerosi box per la stampa; per l'occasione la capienza dello stadio venne portata a 12.000 posti circa.

## Il nuovo millennio
Il 27 novembre 2010 si tenne una partita amichevole tra la Nazionale Calcio TV e una selezione locale denominata "La città per la città".
Nel 2011 vennero ristrutturati la tribuna e il settore distinti, ove vengono inserite nuove sedute, e venne rimessa a nuovo anche la pista di atletica.
Il 4 aprile 2015 la sala stampa interna all'impianto venne intitolata a Mario Iannotta, storica firma del giornalismo sportivo casertano.
Nel 2019 lo stadio ha subito dei lavori di ristrutturazione per ospitare alcune partite dei tornei di calcio maschile e femminile della XXX Universiade.  Nello specifico, gli interventi che hanno riguardato lo stadio Pinto sono stati, l’abbattimento della Curva Sud con la creazione di una piazza pubblica dove è stato realizzato l’ingresso per i Distinti, il rifacimento generale del blocco servizi situato sotto la Tribuna Centrale (spogliatoi, sala stampa e altri locali), la riqualificazione del piazzale esterno dietro la Tribuna, il rifacimento della Tribuna laterale, la sistemazione della Curva Nord, il rifacimento dei servizi igienici del settore Distinti, interventi di riqualificazione e tinteggiatura generale.
Nell'autunno del 2020 viene realizzato il nuovo prato in erba sintetica e potenziato l'impianto d'illuminazione dello stadio.

## Capienza
|                  | SETTORI           | POSTI A SEDERE | NOTE |
| ---------------- | ----------------- | -------------- | --- |
| TRIBUNA          | Settore Laterale  | 4.013          | Dotato di copertura completa Include: postazioni riservate a persone con disabilità e altrettante agli accompagnatori, Box stampa , hospitality . All'interno della tribuna è presente la sala stampa intitolata a Mario Iannotta. |
| TRIBUNA          | Settore centrale  | 4.013          | Dotato di copertura completa Include: postazioni riservate a persone con disabilità e altrettante agli accompagnatori, Box stampa , hospitality . All'interno della tribuna è presente la sala stampa intitolata a Mario Iannotta. |
| TRIBUNA          | Settore VIP       | 4.013          | Dotato di copertura completa Include: postazioni riservate a persone con disabilità e altrettante agli accompagnatori, Box stampa , hospitality . All'interno della tribuna è presente la sala stampa intitolata a Mario Iannotta. |
| TRIBUNA          | Settore Inferiore | 4.013          | Dotato di copertura completa Include: postazioni riservate a persone con disabilità e altrettante agli accompagnatori, Box stampa , hospitality . All'interno della tribuna è presente la sala stampa intitolata a Mario Iannotta. |
| TRIBUNA LATERALE | Tribuna           | 300            | |
| DISTINTI         | Distinti          | 1.704          | Settore scoperto dello stadio , spesso occupato dalla tifoseria di casa. |
| CURVA NORD       | Centrale          |                | |
| CURVA NORD       | Settore Ospiti    | 800            | Settore scoperto dello stadio occupato dalla tifoseria ospite. |

## Il nuovo stadio Pinto
Il 12 dicembre 2019 viene presentato, davanti a più di 4.000 tifosi, il progetto per il nuovo stadio Pinto che prevederebbe l'integrale demolizione e ricostruzione della struttura: dovrebbe essere realizzato uno stadio a pianta rettangolare interamente coperto, rimossa la pista d'atletica e costruiti locali atti ad ospitare un ristorante, una palestra, un baby parking e una foresteria all'interno della tribuna principale. Sono previsti 12.000 posti a sedere nella fase iniziale, ampliabili fino a 16.000 nella fase finale. Lo stadio resterebbe di proprietà del Comune, ma la gestione verrebbe affidata esclusivamente alla Casertana.